# Epimecis semicompleta
Epimecis semicompleta är en fjärilsart som beskrevs av W. Warren 1905. Epimecis semicompleta ingår i släktet Epimecis och familjen mätare. Inga underarter finns listade i Catalogue of Life.